# Tartar (Azerbaiyán)
Tartar (en azerí: Tərtər) es una localidad de Azerbaiyán, capital del raión homónimo.
Se encuentra a una altitud de 255 m sobre el nivel del mar. 

## Demografía
Según estimación 2010 contaba con 19419 habitantes.